# 中川愛彩
中川 愛彩（なかがわ あいな、1975年3月30日 - ）は日本のタレント。
東京都出身、身長155cm。血液型A型。特技は器械体操。

## 出演

### テレビドラマ
- If もしも（フジテレビ　1993年）
- 土曜ワイド劇場・許されざる報復（テレビ朝日、2002年）
- 血脈（テレビ東京、2003年）
- 女系家族　第4話（TBS、2005年）
- 上を向いて歩こう〜坂本九物語〜（テレビ東京、2005年）
- 松本清張生誕100年スペシャル・中央流沙（TBS、2009年）

### バラエティ・報道番組
- ジャングルTV 〜タモリの法則〜（毎日放送）
- 夢情報（テレビ朝日）
- 驚きももの木20世紀（テレビ朝日）
- タモリ倶楽部（テレビ朝日）
- いつみても波瀾万丈（日本テレビ）
- ワイド!スクランブル（テレビ朝日）
- 豪快Jシネマ・黄金伝説（日本テレビ）
- ホンの昼メシ前（日本テレビ）
- クイズ赤恥青恥スペシャル（テレビ東京）
- タモリ倶楽部（テレビ朝日）
- ザ!世界仰天ニュース（日本テレビ）
- ザ!情報ツウ（日本テレビ）
- スター闘病記（日本テレビ）
- ボキャブラSP（フジテレビ）
- こたえてちょーだい（フジテレビ）
- インポシッブル（フジテレビ）
- ザ・ワイド（日本テレビ）
- 発掘!あるある大事典（フジテレビ）
- 午後は○○おもいッきりテレビ（日本テレビ）
- 行列のできる法律相談所（日本テレビ）

### CM
- たかのチェーン
- サニクリーン
- NTT東日本　フレッツ
- 興和　バンテリン
- ダイハツ工業　「ダイハツカフェプロジェクト」 （2006年4月 - ）
  - 『カフェプロジェクト会議篇』　女性社員役　逆木圭一郎、中塚未乃、松浦和香子、亀村隆広、加藤亜矢子、須田邦裕らと共演。

### VP
- 富士通
- 東京ドーム（イメージビデオ）
- ダックス
- 警視庁
- クライファー　「炭商品シリーズ」
- フコク生命
- 日立製作所

### アニメ
- 空中居酒屋

### 舞台
- JACプロデュース公演　「TOKYO2050」　東京グローブ座
- 劇団 華の章公演　（ヨギプロ・プロデュース）
  - 「明治仁侠伝 〜ある士族たちの物語」
  - 「炎 -ENKA- 華」
  - 「新撰組」
  - 「The Kingdom of heaven」
  - 「Angel 〜エンジェル」
  - 「ヴィンセントの庭」
  - 「dolphin -ドルフィン-」